# Phyllopodopsyllus berrieri
Phyllopodopsyllus berrieri är en kräftdjursart som beskrevs av Albert Monard 1936. Phyllopodopsyllus berrieri ingår i släktet Phyllopodopsyllus och familjen Tetragonicipitidae. Inga underarter finns listade i Catalogue of Life.